# Bosenský ejálet
Bosenský ejálet (event. Ejálet Bosna) nebo Bosenský pašalík (bosensky/srbochorvatsky Ejalet Bosna, Bosanski pašaluk, Bosanski beglerbegluk, turecky Eyalet-i Bosna, Bosna Beylerbeyliği) byla mezi lety 1580 a 1867 vyšší správní jednotka osmanské říše na území Bosny. V jejím čele stál valí či paša (bosensky valija, paša).
Ejálet vznikl roku 1580 spojením tehdejších sedmi nižších správních jednotek, sandžaků Bosna, Zvornik, Klis, Hercegovina, Krka Pakrac a Požega, v Rumélijském ejáletu s centrem v Edirne. Roku 1867 byl územní celek přejmenován na Bosenský vilájet.

## Územní členění
Ejálet se roku 1580 skládal z následujících jednotek neboli sandžaků (turecky sg. sancak):
- Bosenský sandžak (Bosna Sancağı, založen 1463)
- Hercegovský sandžak (Hersek Sancağı, založen 1470)
- Zvornický sandžak (İzvornik Sancağı, založen 1483)
- Kliský sandžak (Kilis Sancağı, založen 1537)
- Požežský sandžak (Pojega Sancağı, založen 1537/8, zanikl 1699)
- Pakracký sandžak (Çernik/Zaceşne Sancağı, známý i pod jménem Začasna nebo Cernik, založen 1552, zanikl 1699)
- Krčký sandžak (Kırka Sancağı, původně pod jménem Lika, založen mezi 1578 a 1580, zanikl 1699)

Později přibyl ještě Bihaćský sandžak (Bihaç Sancağı, založen před 1620, opakovaně rušen a zřizován, definitivně rozpuštěn 1711). Ejálet se po Karlovickém míru (1699) skládal z následujících jednotek neboli sandžaků:
- Bosenský sandžak (správní centrum Sarajevo); po roce 1790 (někdy kolem Svišťovského míru) byl z tohoto sandžaku vydělen Novopazarský sandžak, který byl znovu rozpuštěn roku 1817
- Hercegovský sandžak (správní centrum Foča, od 1572 Plejvlja)
- Kliský sandžak (správní centrum Livno, roku 1826 připojen k Bosenskému sandžaku)
- Zvornický sandžak (správní centrum Zvornik)

Roku 1833 byla z Bosenského ejáletu vydělena Hercegovina, která pak měla do roku 1851 status ejáletu (jejím správním centrem byl Mostar). Ejálet se roku 1851 skládal z následujících jednotek, kajmakamluků (turecky sg. kaymakamlık):
- Banjalucký kajmakamluk (správní centrum Banja Luka)
- Bihaćský kajmakamluk (správní centrum Bihać)
- Hercegovský kajmakamluk (správní centrum Mostar)
- Novopazarský kajmakamluk (správní centrum Novi Pazar)
- Travnický kajmekamluk (správní centrum Travnik)
- Sarajevský kajmekamluk (správní centrum Sarajevo)
- Zvornický kajmekamluk (správní centrum Donja Tuzla)

## Demografie
Za osmanské vlády v Bosně vznikla celá řada měst (šeher, turecky şehir) a městysů (kasaba), případně byla významně přestavěna ta stávající. Mezi významná sídla patřila:
- Banjalucký kajmakamluk
  - Banja Luka (Banaluka), Berbir/Gradiška/Bosanska Gradiška (Gradişka), Tešanj (Teşne), Dervent/Derventa (Derbend)
- Bihaćský kajmakamluk
  - Bihać (Bihke), Novi/Bosanski Novi/Novi Grad (Nevesil), Tržac (Uştroşça), Cazin (Sazin), Sanski Most (Saneski Most), Ključ (Klivaç), Petrovac/Bosanski Petrovac (Petrovaç), Krupa/Bosanska Krupa
- Hercegovský kajmakamluk
  - Mostar (Mostar), Stolac (İstolçe, İstolaç), Trebinje (Tirebin), Ljubuška/Ljubuški (Libuşka, Liyobuşka), Gačko/Gacko (Gaçka), Nevesinje (Nivesin, Nüvesin), Foča (Foça), Nikšić (Niksik), Bileća (Bileke), Ljubinje (Lubin)
- Novopazarský kajmakamluk
  - Novi Bazar/Novi Pazar (Yenipazar), Sjenica (Seniçe), Taslidža/Pljevlja (Taşlıca), Nova Varoš (Yenivaroş), Bijelo Polje (Akova), Mitrovica (Mitroviçe), Prijepolje (Pirepol), Kolašin (Kolaşin)
- Travnický kajmekamluk
  - Travnik (Travnik), Livno (İhlevne), Zenica (Zeniça), Jajce (Yayçe, Yayça), Biograd/Prusac (Akhisar), Glamoč (Glamoç), Duvno/Županjac/Tomislavgrad (Domne, Jopanyaç), Žepče (Jobçe), Bugojno (Bogoyna)
- Sarajevský kajmekamluk
  - Sarajevo (Saraybosna), Visoko (Visoka), Fojnica (Foyniçe, Foyniça), Konjica/Konjic (Koniçe), Čajnica/Čajniče (Çayniçe), Višegrad (Vişegrad), Rogatica (Çelebipazarı), Kladanj (Kaladina, Kaladani)
- Zvornický kajmekamluk
  - Donja Tuzla/Tuzla (Tuzla), Zvornik (İzvornik), Bjelina/Bijeljina (Belene), Srebrenica (Srebreniçe), Brčka/Brčko (Berça, Bhriçka), Maglaj (Maglay), Gradačac (Gradaçaç), Gračanica (Graçaniçe), Vlasenica (Vilanasiça)

## Valí
- 1580–1588 Gazi Ferhad-paša Sokolović (Sokollu Ferhad Paşa)
- 1588–1588 Šehsuvar-paša (Şehsuvar Paşa)
- 1588–1590 Halil-paša (Halil Paşa)
- 1590–1591 Sufi Mehmed-paša (Sûfî Mehmed Paşa)
- 1591–1593 Gazi Hasan-paša Predojević (Telli Hasan Paşa)
- 1593–1594 Mustafa-paša Ajaspašić (Mustafa Paşa)
- 1594–1594 Mihalidži Ahmed-paša (Ahmed Paşa)
- 1594–1595 Husein-paša Boljanić (Bodur Hüseyin Paşa)
- 1595–1595 Arpad Ismail-paša (İsmail Paşa)
- 1595–1596 Ajardi Mehmed-paša (Ayardı Mehmed Paşa)
- 1596–1596 Hafiz Ahmed-paša (Hâfız Ahmed Paşa)
- 1596–1597 Hodaverdi-paša
- 1597–1597 Idris-paša (İdris Paşa)
- 1597–1598 Gazi Hasan-paša Tiro (Gâzi Hasan Paşa)
- 1598–1599 Ahmed-paša Dugalić (Dugali Ahmed Paşa)
- 1599–1600 Derviš-paša Bajazidagić (Dervîş Paşa)
- 1600–1601 Sofi Sinan-paša (Sofu Sinân Paşa)
- 1601–1602 Tatarin Mehmed-paša (Tatar Mehmed Paşa)
- 1602–1602 Derviš-paša Bajazidagić (Dervîş Paşa)
- 1602–1604 Dželali Hasan-paša (Celâli Hasan Paşa)
- 1604–1605 Ahmed-paša Dugalić (Dugali Ahmed Paşa)
- 1605–1606 Hadim/Hadum Husrev-paša (Hadım Hüsrev Paşa)
- 1606–1608 Gurdži Mehmed-paša (Gürcü Mehmed Paşa)
- 1608–1608 Sofi Sinan-paša (Sofu Sinân Paşa)
- 1608–1609 Kuršumdži Mustafa-paša (Kurşuncı? Mustafa Paşa)
- 1609–1610 Ibrahim-han Sokolović (Sokollu Ibrâhim Hân)
- 1610–1612 Kuršumdži Mustafa-paša (Kurşuncı? Mustafa Paşa)
- 1612–1613 Karakaš Mehmed-paša (Karakaş Mehmed Paşa)
- 1613–1615 Skender-paša (İskender Paşa)
- 1615–1616 Abdulbaki-paša (Abdülbâki Paşa)
- 1616–1618 Skender-paša (İskender Paşa)
- 1618–1619 Kuršumdži Mustafa-paša (Kurşuncı? Mustafa Paşa)
- 1619–1620 Ibrahim-han Sokolović (Sokollu Ibrâhim Hân)
- 1620–1621 Baltadži Mehmed-paša (Baltacı Mehmed Paşa)
- 1621–1622 Bajram-paša (Bayram Paşa)
- 1622–1622 Sarhoš Ibrahim-paša (Sarhoş İbrâhim Paşa)
- 1622–1623 Bajram-paša (Bayram Paşa)
- 1622–1626 Murteza-paša (Murtaza Paşa)
- 1626–1627 Gazi Mustafa-paša (Gâzi Mustafa Paşa)
- 1627–1627 Arnaut Ali-paša (Arnavut Ali Paşa)
- 1627–1628 Bećir-paša (Bekir Paşa)
- 1628–1629 Abaza Mehmed-paša (Abaza Mehmed Paşa)
- 1629–1630 Hercegovac Murat-paša (Hersekli Ahmed Paşa)
- 1630–1632 Mehmed-paša Papasoglu (Papasoğlu Mehmed Paşa)
- 1632–1632 Hattat Hasan-paša (Hattat Hasan Paşa)
- 1632–1633 Arnaut Mustafa-paša (Arnavut Mustafa Paşa)
- 1633–1634 Hattat Hasan-paša (Hattat Hasan Paşa Mirahur)
- 1634–1635 Sulejman-paša Mostarac (Mostarlı Süleymân Paşa)
- 1635–1638 Salih-paša Mostarac (Mostarlı Salih Paşa)
- 1638–1639 Mehmed-paša Vučo/Vućo (Mehmed Paşa)
- 1639–1640 Šahin Hasan-paša (Şahin Hasan Paşa)
- 1640–1641 Kuršumdži Mehmed-paša (Kurşuncı? Mehmed Paşa)
- 1641–1644 Deli Husein-paša (Deli Hüseyin Paşa)
- 1644–1644 Vojnuk Ahmed-paša (Voynuk Ahmed Paşa)
- 1644–1645 Varvar Ali-paša (Varvar Ali Paşa/Varvari Ali Paşa)
- 1645–1646 Šahindži Omer-paša (Ömer Paşa)
- 1646–1647 Gabeleli Ibrahim-paša (İbrâhim Paşa)
- 1647–1648 Tekeli Mustafa-paša (Tekeli Mustafa Paşa)
- 1648–1648 Derviš Mehmed-paša (Dervîş Mehmed Paşa)
- 1648–1650 Hasan-paša Memibegović (Yakovalı Hasan Paşa)
- 1650–1650 Mehmed-paša Defterdarević (Defterdarizade Mehmed Paşa)
- 1650–1651 Fadil Ahmed-paša Maglajlija (Fazıl/Fadıl Ahmed Paşa)
- 1651–1651 Jadigar Mustafa-paša (Yadiğar Mustafa Paşa)
- 1651–1652 Fadil Ahmed-paša Maglajlija (Fazıl/Fadıl Ahmed Paşa)
- 1652–1652 Sijavuš-paša (Siyavuş Paşa)
- 1652–1654 Fadil Ahmed-paša Maglajlija (Fazıl/Fadıl Ahmed Paşa)
- 1654–1656 Delak Mustafa-paša (Mustafa Paşa)
- 1656–1656 Ermenac Sulejman-paša (Ermeni Süleymân Paşa)
- 1656–1656 Fadil Ahmed-paša Maglajlija (Fazıl/Fadıl Ahmed Paşa)
- 1656–1659 Sejdi Ahmed-paša (Seydi Ahmed Paşa)
- 1659–1660 Melek Ahmed-paša (Melek Ahmed Paşa)
- 1660–1663 Serdar Gazi Ali-paša (Serdar Gâzi Ali Paşa)
- 1663–1664 Ismail-paša (İsmail Paşa)
- 1664–1665 Arnaut Mustafa-paša (Arnavut Mustafa Paşa)
- 1665–1665 Muharem-paša (Muharem Paşa)
- 1665–1666 Suhrab Mehmed-paša (Sührab Mehmed Paşa)
- 1666–1668 Kose Ali-paša (Köse Ali Paşa)
- 1668–1669 Ibrahim-paša Tešnjak (İbrâhim Paşa)
- 1669–1670 Mufettiš Mehmed-paša (Müfettiş Mehmed Paşa)
- 1670–1671 Mahmud-paša Maglajlija (Mahmûd Paşa)
- 1671–1672 Husein-paša Džanpoladzade (Canpoladzâde Hüseyin Paşa)
- 1672–1672 Arnaut Kodža Ibrahim-paša (Arnavut Koca İbrâhim Paşa)
- 1672–1673 Kemankeš Sulejman-paša (Kemankeş Süleymân Paşa)
- 1673–1675 Kara Mehmed-paša (Kara Mehmed Paşa)
- 1675–1677 Hadži Bećir-paša (Hacı Bekir Paşa)
- 1677–1678 Defterdar Ahmed-paša (Defterdar Ahmed Paşa)
- 1678–1678 Arnaut Kodža Ibrahim-paša (Arnavut Koca İbrâhim Paşa)
- 1678–1679 Arnaut Kodža Halil-paša (Arnavut Koca Halil Paşa)
- 1679–1681 Defterdar Ahmed-paša (Defterdar Ahmed Paşa)
- 1681–1682 Abdurahman-paša (Abdurrahmân Paşa)
- 1682–1683 Hizr-paša (Hızır Paşa)
- 1683–1684 Ahmed-paša Osmanpašaoglu (Osmanpaşaoğlu Ahmed Paşa)
- 1684–1684 Hercegovac Osman-paša (Hersekli Osman Paşa), původem z hercegovské vesnice Kazanci u Gacka
- 1685–1685 Funduk Mustafa-paša (Fındık Mustafa Paşa)
- 1685–1686 Sijavuš-paša (Siyavuş Paşa)
- 1686–1688 Mehmed-paša Atlagić (Mehmed Paşa)
- 1688–1688 Topal Gazi Husein-paša (Topal Gâzi Hüseyin Pasha)
- 1688–1688 Jegen Osman-paša (Yeğen Osman Paşa)
- 1688–1689 Topal Gazi Husein-paša (Topal Gâzi Hüseyin Pasha)
- 1689–1692 Bujuk Džafer-paša (Büyük Cafer Paşa)
- 1692–1697 Bošnjak Gazi Mehmed-paša (Boşnak Gâzi Mehmed Paşa)
- 1697–1698 Sari Ahmed-paša (Sarı Ahmed Paşa)
- 1698–1698 Daltaban Gazi Mustafa-paša (Daltaban Mustafa Paşa)
- 1698–1702 Kose Halil-paša (Köse Halil Paşa)
- 1702–1703 Sejfullah-paša (Seyfullâh Paşa)
- 1703–1704 Dogramadži Mehmed-paša (Doğramacı Mehmed Paşa)
- 1704–1705 Elči Ibrahim-paša (Elçi İbrâhim Paşa)
- 1705–1708 Sirke Osman-paša (Sirke Osman Paşa)
- 1708–1709 Mustafa-paša Ferhadpašić (Ferhadzâde Mustafa Paşa)
- 1709–1709 Sefer-paša Maglajlija (Sefer Paşa)
- 1709–1711 Karajilan Ali-paša (Karayılan Ali Paşa)
- 1711–1712 Sari Ahmed-paša (Sarı Ahmed Paşa)
- 1712–1713 Arnaut Ali-paša (Arnavut Ali Paşa)
- 1713–1715 Mehmed Numan-paša Ćuprilić (Köprülü Mehmed Numan Paşa)
- 1715–1716 Sari Mustafa-paša (Sarı Mustafa Paşa)
- 1716–1716 Uzun Hadži Jusuf-paša (Hacı Uzun Yusuf Paşa)
- 1716–1716 Kabakulak Ibrahim-paša (Kabakulak İbrâhim Paşa)
- 1716–1717 Kara Mustafa-paša (Kara Mustafa Paşa)
- 1717–1718 Mehmed Numan-paša Ćuprilić (Köprülü Mehmed Numan Paşa)
- 1718–1720 Defterdar Emin Osman-paša (Defterdar Emin Osman Paşa)
- 1720–1720 Topal Osman-paša (Topal Osman Paşa)
- 1720–1727 Abdullah-paša Muhsinzade (Muhsinzade Abdullah Paşa)
- 1727–1728 Topal Osman-paša (Topal Osman Paşa)
- 1728–1730 Gazi Ahmed-paša Rustempašić (Gâzi Ahmed Paşa)
- 1730–1728 Topal Osman-paša (Topal Osman Paşa)
- 1730–1730 Sirke Osman-paša (Sirke Osman Paşa)
- 1730–1733 Hadži Ibrahim-paša (Hacı İbrâhim Paşa)
- 1733–1735 Abdullah-paša Muhsinzade (Muhsinzade Abdullah Paşa)
- 1735–1740 Ali-paša Hekimoglu (Hekimoğlu Ali Paşa)
- 1740–1741 Abdullah-paša Muhsinzade (Muhsinzade Abdullah Paşa)
- 1741–1742 Ajvaz Gazi Mehmed-paša (Gâzi Ayvaz Mehmed)
- 1742–1744 Jegen Mehmed-paša (Yeğen Mehmed Paşa)
- 1744–1745 Ali-paša Hekimoglu (Hekimoğlu Ali Paşa)
- 1745–1746 Bostandžija Sulejman-paša (Bostancı Süleymân Paşa)
- 1746–1748 Ali-paša Hekimoglu (Hekimoğlu Ali Paşa)
- 1748–1748 Abdullah-paša Muhsinzade (Muhsinzade Abdullah Paşa)
- 1748–1750 Kodža Hadži Bećir-paša (Hacı Koca Bekir Paşa) )
- 1750–1751 Seid Abdullah-paša (Seyyid Abdullah Paşa)
- 1751–1752 Šerif Halil-paša (Şerif Halil Paşa)
- 1752–1752 Hadži Seid Ahmed-paša Ćuprilić (Köprülü Seid Ahmed Paşa)
- 1752–1756 Mehmed-paša Kukavica (Hacı Mehmed Kukaviç Paşa)
- 1756–1757 Sopasalan Ćamil Ahmed-paša (Sopasalan Kamil Ahmed Paşa)
- 1757–1760 Mehmed-paša Kukavica (Hacı Mehmed Kukaviç Paşa)
- 1760–1764 Mehmed-paša Muhsinzade (Muhsinzâde Mehmed Paşa)
- 1764–1765 Maldovan Ali-paša (Ali Paşa)
- 1765–1766 Kapudan Mehmed-paša (Kapudan/Kaptan Mehmed Paşa)
- 1766–1767 Hadži Seid Ahmed-paša Ćuprilić (Köprülü Seid Ahmed Paşa)
- 1767–1770 Silahdar Mehmed-paša (Silahdar Cihangirli Mehmed Paşa)
- 1770–1772 Mehmed-paša Muhsinzade (Muhsînzâde Mehmed Paşa)
- 1772–1773 Osman-paša Topaloglu (Topaloğlu Osman Paşa)
- 1773–1775 Dagestanac Ali-paša (Dağıstanlı Ali Paşa)
- 1775–1777 Silahdar Mehmed-paša (Silahdar Mehmed Paşa)
- 1777–1778 Dagestanac Ali-paša (Dağıstanlı Ali Paşa)
- 1778–1779 Silahdar Mehmed-paša (Silahdar Mehmed Paşa)
- 1779–1780 Nišandžija Mustafa-paša (Nişancı Mehmed Paşa)
- 1780–1785 Silahdar Abdulah-paša (Silahdar Abdullah Paşa)
- 1785–1785 Ajdosli Kara Mehmed-paša (Kara Mehmed Paşa)
- 1785–1785 Ismail-paša (İsmail Paşa)
- 1785–1786 Moralija Ahmed-paša (Moralı Ahmed Paşa)
- 1786–1787 Selim Sirri-paša (Selim Sırrı Paşa)
- 1787–1789 Agribozlija Bećir-paša (A/Eğribozlu Bekir Paşa)
- 1789–1789 Arslan Mehmed-paša (Arslan Mehmed Paşa)
- 1789–1789 Mehmed-paša Miralem (Mehmed Paşa)
- 1789–1791 Hadži Salih-paša (Hacı Salih Paşa)
- 1791–1791 Jusuf-paša (Yusuf Paşa)
- 1791–1792 Hadži Salih-paša (Hacı Salih Paşa)
- 1792–1797 Husamudin-paša (Hüsameddîn Paşa)
- 1797–1799 Perišan Mustafa-paša (Perişan Mustafa Paşa)
- 1799–1799 Gurdži Hadži Osman-paša (Hacı Gürcü Osman Paşa)
- 1799–1799 Vanli Mehmed-paša (Mehmed Paşa)
- 1799–1799 Zihneli Hadži Hasan-paša (Hacı Zihneli Hasan Paşa)
- 1799–1801 Vanli Mehmed-paša (Mehmed Paşa)
- 1801–1801 Hakki Hadži Mehmed-paša (Hacı Hakkı Mehmed Paşa)
- 1801–1801 Vanli Mehmed-paša (Mehmed Paşa)
- 1801–1802 Bećir-paša (Bekir Paşa)
- 1802–1802 Gurdži Hadži Osman-paša (Hacı Gürcü Osman Paşa)
- 1802–1805 Bećir-paša (Bekir Paşa)
- 1805–1806 Mustafa-paša Smailpašić (Mustafa Paşa)
- 1806–1808 Husrev Mehmed-paša (Koca Hüsrev Mehmed Paşa)
- 1808–1813 Ibrahim Hilmi-paša (İbrâhim Hilmi Paşa)
- 1813–1815 Darendelija Ali-paša (Darendeli Ali Paşa)
- 1815–1815 Huršid Ahmed-paša (Hurşid Ahmed Paşa)
- 1815–1818 Sulejman-paša Skopljak (Süleymân Paşa)
- 1818–1818 Moralija Bećir-paša (Moralı Bekir Paşa)
- 1818–1819 Derviš Mustafa-paša (Dervîş Mustafa Paşa)
- 1819–1819 Mehmed Ruždi-paša (Mehmed Rüşdî Paşa)
- 1819–1822 Ali Dželaluddin-paša (Ali Celâleddîn Paşa)
- 1822–1826 Šerif Selim Siri-paša (Şerif Selim Sırrı Paşa)
- 1826–1826 Belenlija Hadži Mustafa-paša (Hacı Belenli Mustafa Paşa)
- 1826–1828 Abdurahim-paša (Abdürrâhîm Paşa)
- 1828–1831 Moralija Ali Namik-paša (Moralı Ali Nâmık Paşa)
- 1831–1831 Vedžihi Ibrahim-paša (Vecîhî İbrâhim Paşa)
- 1831–1832 Husein-kapetan Gradaščević (Gradaşçeviç Hüseyin Kaptan, Hüseyin Paşa)
- 1832–1833 Mahmud Hamid-paša (Mahmûd Hamid Paşa)
- 1833–1835 Davud-paša (Dâvud Paşa)
- 1835–1840 Mehmed Vedžihi-paša (Mehmed Vecîhî Paşa)
- 1840–1840 Mehmed Husrev-paša (Samakuli Hüsrev Paşa)
- 1840–1844 Morali Ćamil Mehmed-paša (Hacı Mühendis Mehmed Kâmil Paşa)
- 1844–1845 Osman Nuri-paša (Osman Nuri Paşa)
- 1845–1847 Hadži Ćamil-paša (Halil Kâmilî Paşa, Halil Kâmilî Ağa)
- 1847–1850 Mehmed Tahir-paša (Çengeloğlu Tahir Mehmed Paşa)
- 1850–1850 Čerkez Hafiz Mehmed-paša (Çerkes Hâfız Mehmed Paşa)
- 1850–1852 Hajrudin-paša (Mehmed Hayreddîn Paşa)
- 1852–1852 Velijudin-paša (Veliyeddîn Rifat Paşa)
- 1852–1856 Mehmed Huršid-paša (Arnavud Mehmed Hurşid Paşa)
- 1856–1858 Rešid Mehmed-paša (Bostancıbaşızade Mehmed Reşid Paşa)
- 1858–1858 Kani Mehmed-paša (Mehmed Kani Paşa)
- 1858–1858 Arnaut Mehmed Akif-paša (Arnavut Mehmed Âkif Paşa)
- 1858–1859 Kani Mehmed-paša (Mehmed Kani Paşa)
- 1859–1861 Osman Mahzar-paša Skopljak (Boşnak Osman Paşa)
- 1861–1869 Topal Šerif Osman-paša (Topal Şerif Osman Paşa)